# Centre Belga del Còmic
El Centre Belga del Còmic, o Museu del Còmic (nom original en francès: Centre belge de la bande dessinée), és un museu de Brussel·les dedicat al còmic. Està ubicat al centre de la ciutat, a la rue des Sables, en un edifici modernista dissenyat per l'arquitecte Victor Horta l'any 1906 per tal d'acollir les grans botigues de teixits Waucquez.

## Presentació
Després d'una restauració completa del local entre 1984 i 1989, el Centre Belga del Còmic va obrir les portes el 6 d'octubre de 1989.
Esdevingut un gran museu amb vocació internacional, el centre acull una exposició permanent que recorre la història de la historieta i que presenta aquest Art donant un lloc privilegiat a diversos autors clàssics i contemporanis així com diverses exposicions temporals, per exemple, autors en particular (com Hergé, Franquin, Peyo, Bob de Moor, Vandersteen, Walthéry, però també Will Eisner, Posy Simmonds, etc.) un estil de còmic o fins i tot una edició. El Centre també disposa d'una impressionant biblioteca de còmics i d'un centre de documentació accessible al públic (tant és així que l'edifici d'Horta per si sol no és suficient per contenir tots els còmics).
També organitza trobades entre autors i públic, classes d'historieta durant l'any i pràctiques durant les vacances.

## Galeria de fotos

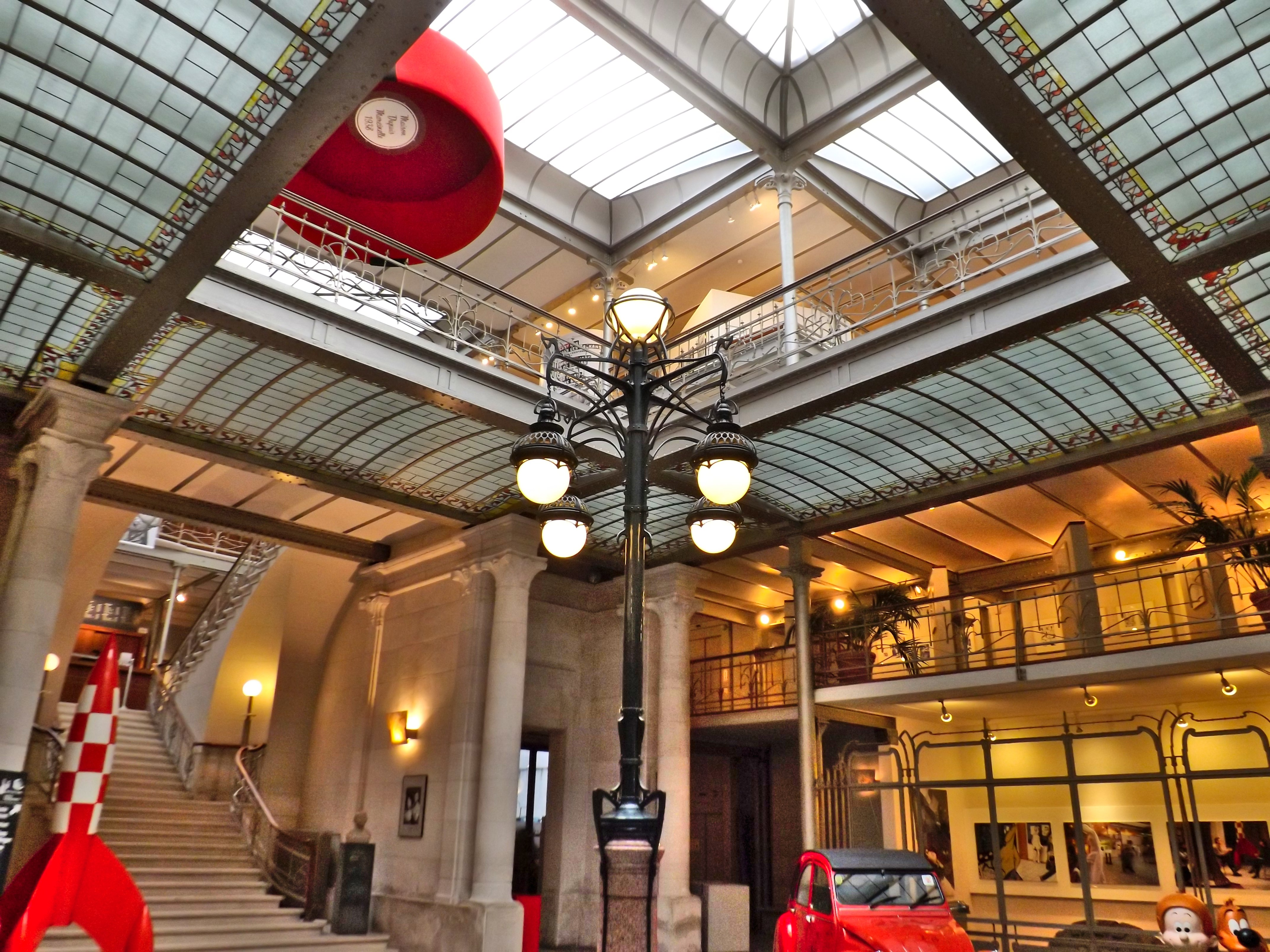
Saló d'entrada al Centre belge de la bande dessinée.
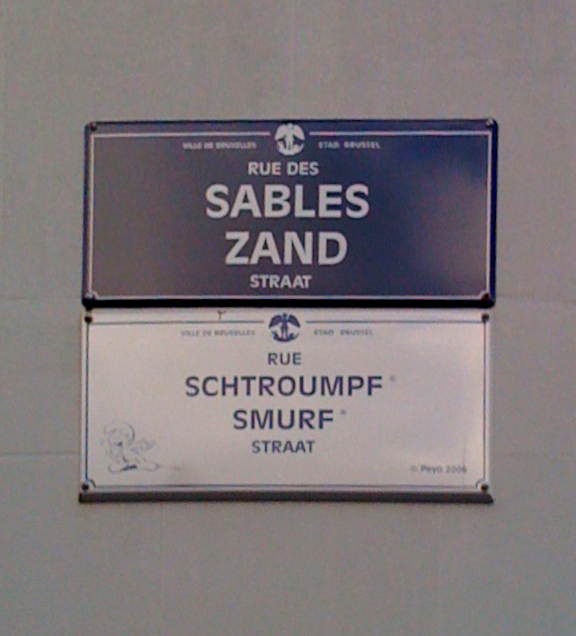
Placa de carrer Rue Schtroumpf (en referència als Barrufets).
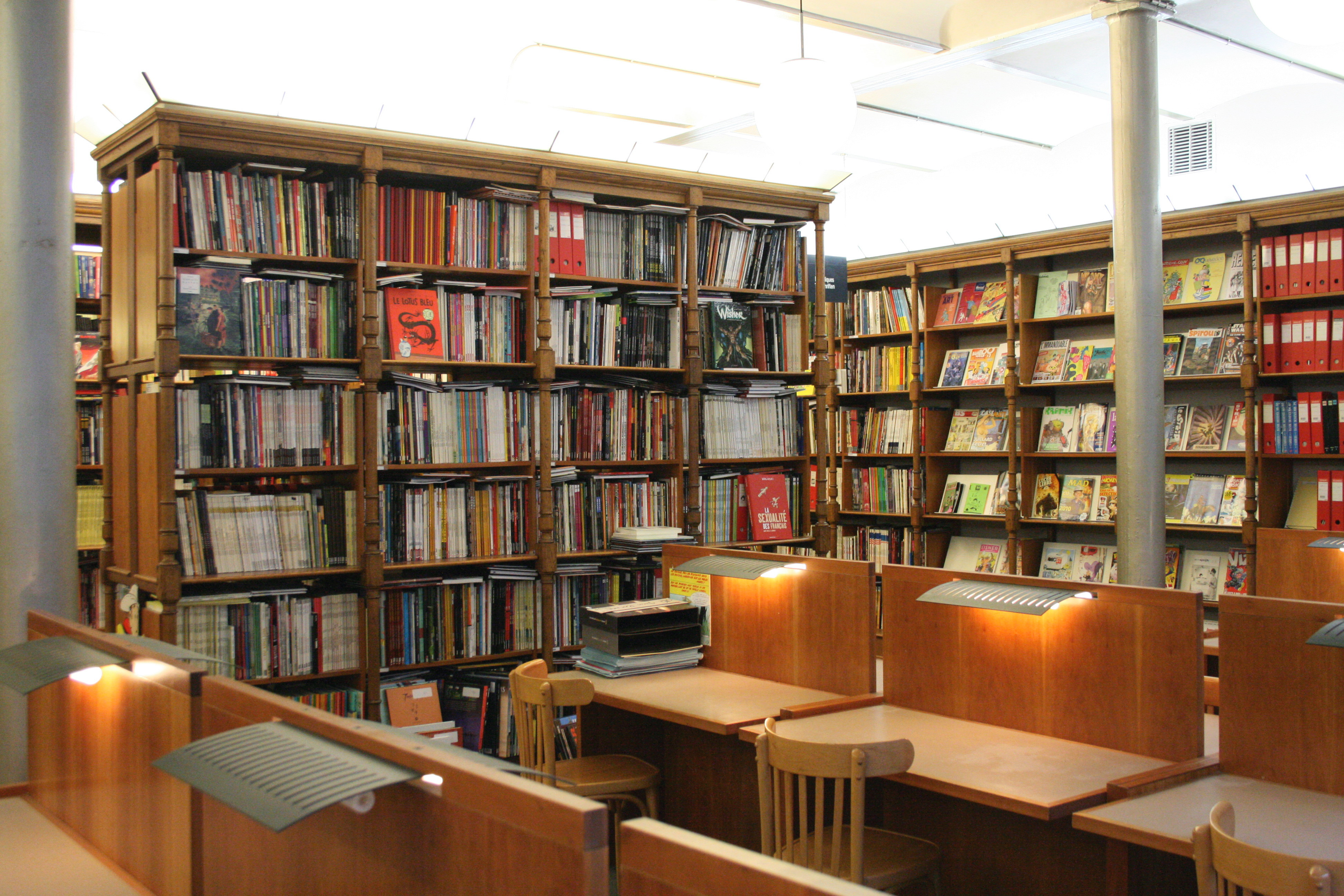
La biblioteca del Centre.
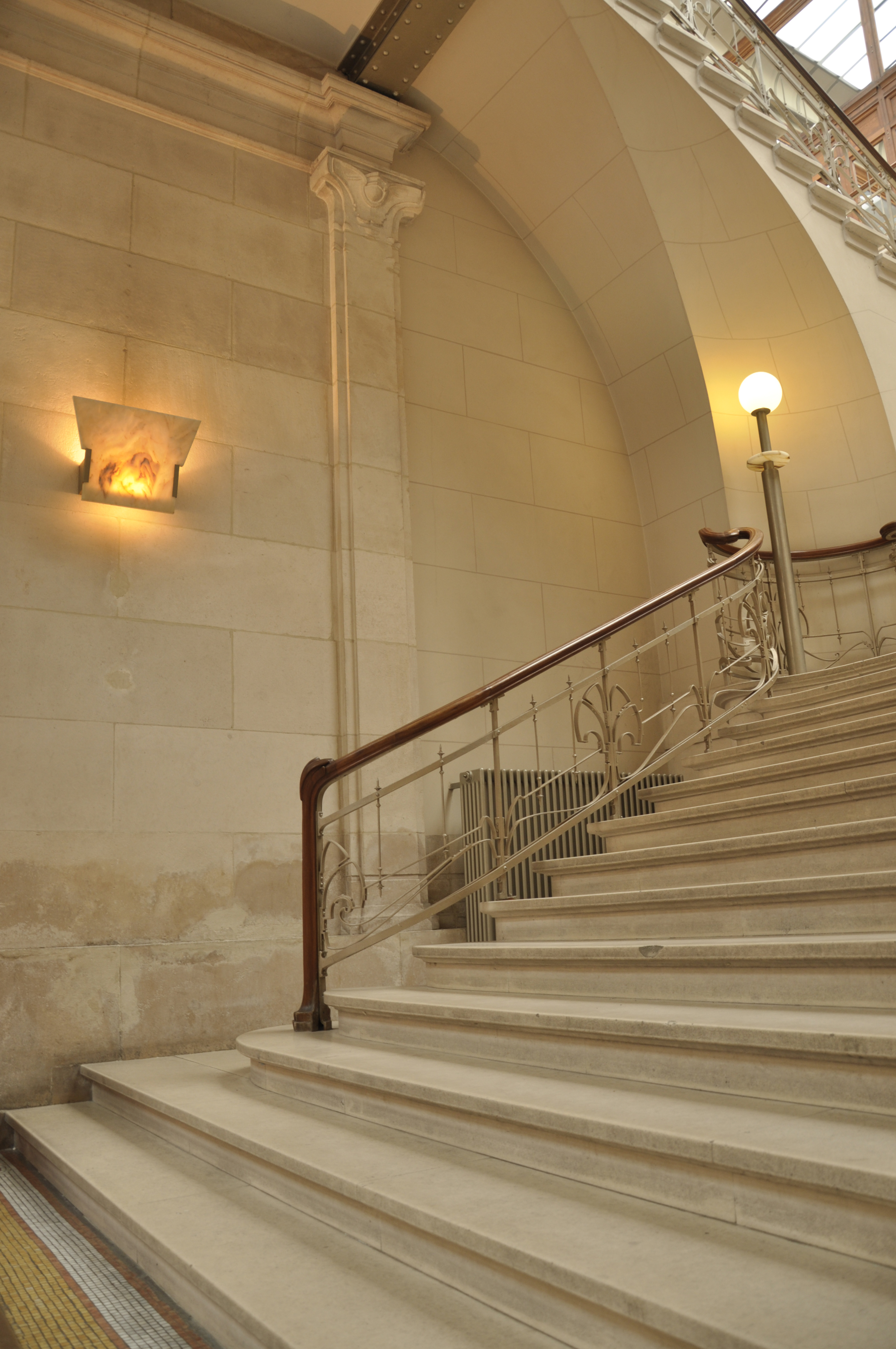
L'escalinata de l'entrada.
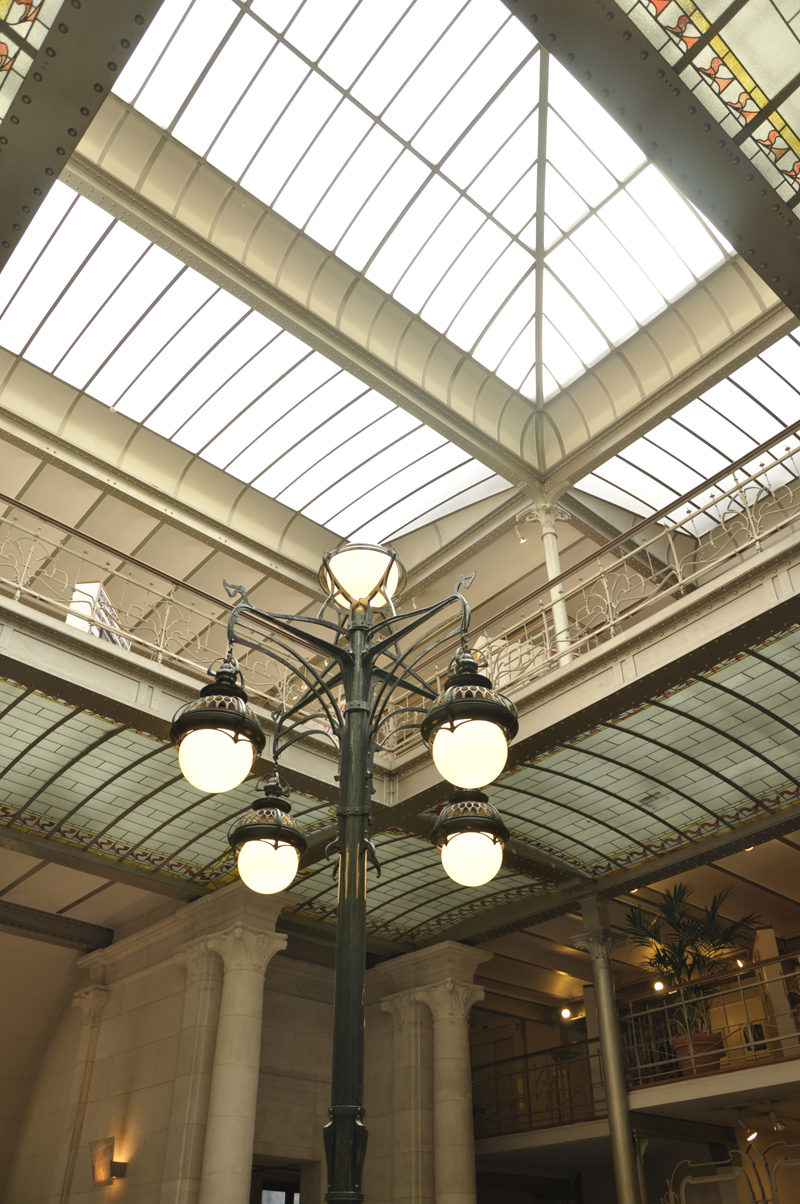
La il·luminació a través del sostre de vidre ideat per Horta.
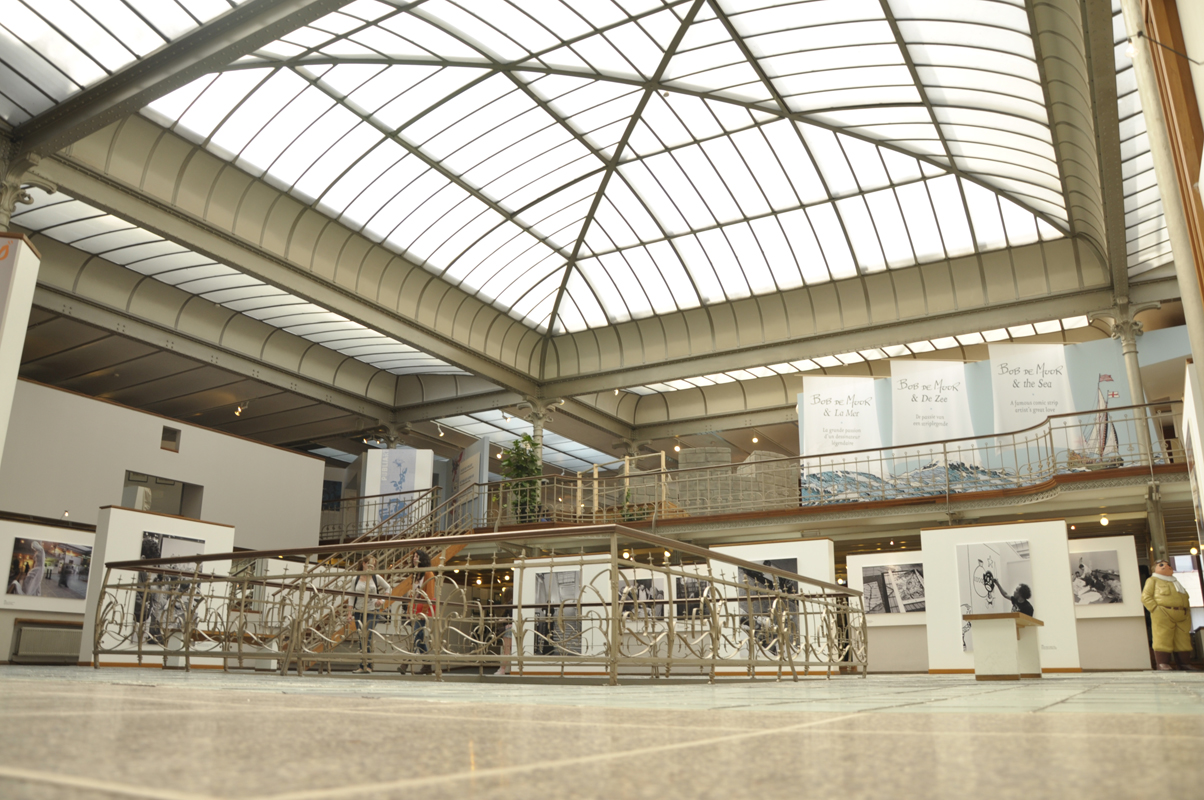
Vista de la primera planta.
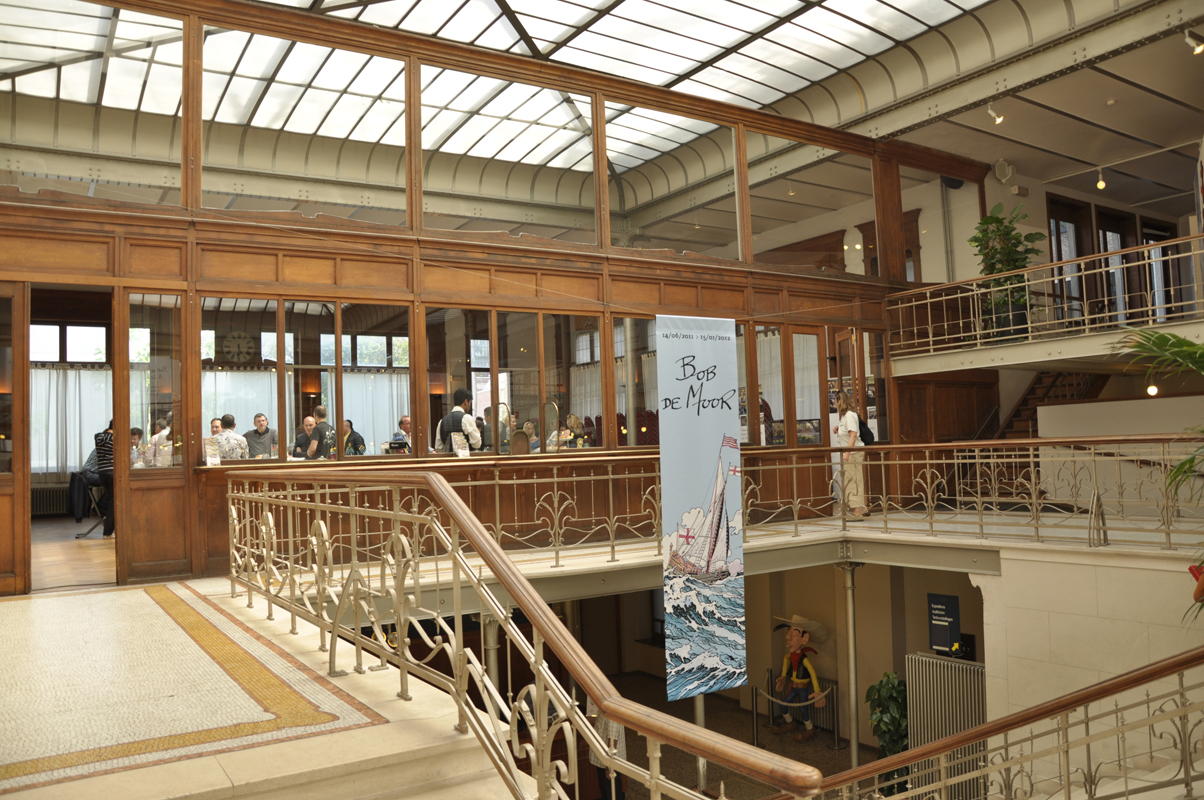
Vista de la planta amb escales.
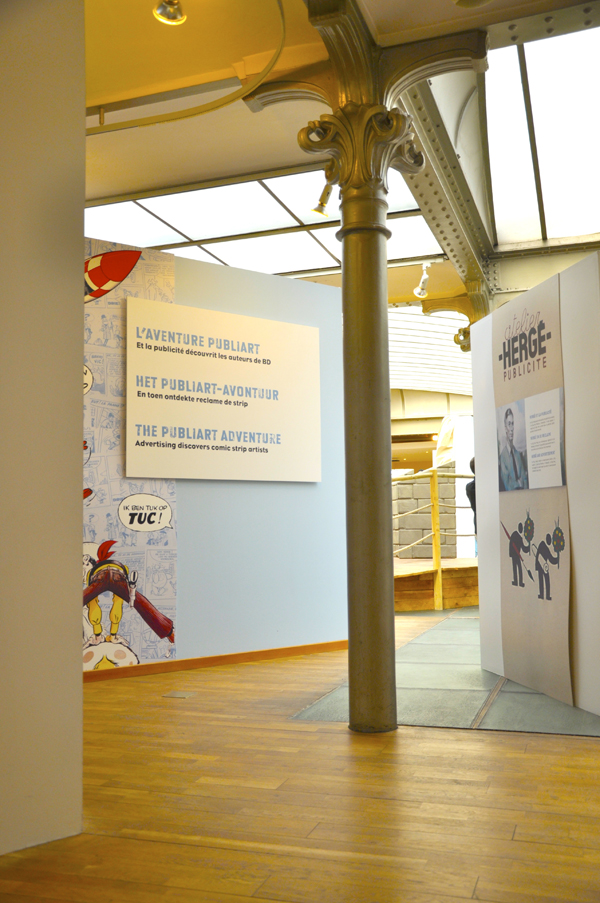
Entrada a l'espai Publiart.